# Botoroaga
Botoroaga è un comune della Romania di 6 067 abitanti, ubicato nel distretto di Teleorman, nella regione storica della Muntenia. 
Il comune è formato dall'unione di 5 villaggi: Botoroaga, Călugăru, Târnava, Tunari, Valea Cireșului.